# Guidantonio I Montefeltro
Guidantonio I Montefeltro ((Urbino 1377-Urbino 1443) va ser fill d'Antoni II Montefeltro. Va succeir al seu pare com a comte de Montefeltro (amb els annexes títols de senyor de San Leo i Cantiano) i d'Urbino el 1404 i va ser confirmat com a vicari pontifici d'Urbino, Cagli i Gubbio per butlla del 16 de maig de [1404].
El 1408 va ser nomenat vicari pontifici d'Assís (amb Bastia Umbra, Spello i Nocera Umbra però les dues darreres les va cedir el juliol de 1416 a Braccio di Montone).
Fou capità de l'exèrcit del rei de Nàpols (1408) i gran conestable del Regne de Nàpols (abril 1409).
El gener del 1410 va ser nomenat vicari pontifici a Forlimpopoli. El maig del 1412 va ser nomenat capità de l'exèrcit de l'antipapa Joan XXIII. El setembre de 1413 va haver de cedir Forlimpopoli als Ordelaffi, però en va ser reconegut de nou senyor el maig de 1419 a canvi d'un pagament de dotze mil florins. L'antipapa li va concedir Forli el setembre del 1413 però mai va dominar la ciutat. El gener de 1419 el Papa el va elevar a duc d'Urbino, títol de caràcter vitalici, i gonfanoner de l'Església. El 25 d'abril del 1420 va ser nomenat vicari pontifici dels estats dels Feltreschi i senyor sobirà de Frontone. El 1424 va rebre el rectorat pontifici de Massa Trabaria i el vicariat pontifici de Castel Durante per butlla del 12 de maig de 1424, com a dot de la seva muller, però en va ser expulsat el 1426 per la població local fidel als Brancaleoni.
El gener del 1424 va ser nomenat capità de l'exèrcit de Venècia. El 16 de març de 1429 va ser creat comte de Castel Durante i el 1430 va arrabassar als Brancaleoni Sassocorvaro, Lunano e Montelucco. El 3 de setembre de 1430 va ser nomenat capità general de l'exèrcit de Florència però va renunciar al càrrec l'11 de desembre del 1430. El setembre de 1431 va ser nomenat senyor sobirà de Città di Castello i la va conservar fins al novembre del 1432.
El 1435 va ser nomenat senyor sobirà de Pergola i de Mongtone (aquesta darrera la va rebre l'agost de 1435 però la va retornar aviat a Carlo di Montone).
El 1443 el Papa Eugeni IV li va donar en feu Sant’Angelo in Vado, Mercatello sul Metauro i Lamole.
Va morir a Urbino el 22 de febrer de 1443 i va ser enterrat a l'església de Sant Donat. Es va casar dues vegades, la primera el setembre de 1397 amb Rengarda Malatesta, filla de Galeotto Malatesta, senyor de Rímini, Fano, Fossombrone i Cesena, que va ser repudiada el 1424. La segona el 23 de gener de 1424 amb Caterina Colonna, filla de Llorenç Onofre Colonna, comte d'Alba. Va deixar cinc fills legítims i quatre naturals: Agnesina, Oddo Antonio II Montefeltro, Violant Montefeltro, Sveva Montefeltro, Raffello (mort jove), Frederic (mort jove), Pere (Capità de cavalleria de l'exèrcit del duc de Milà des del 1439), Frederic III Montefeltro i Aura Feltria (casada vers el 1420 amb Bernardino Ubaldini della Carda, senyor de Vespolate, i morta el 1437).